# SENEC
Die Senec GmbH (Eigenschreibweise SENEC) ist ein Energie-Unternehmen mit Sitz in Leipzig. Es bietet Lösungen zur energetischen Eigenversorgung von Privathaushalten und Kleinbetrieben. Wesentlicher Bestandteil sind die selbst entwickelten und produzierten Batteriespeicher, deren Energiemanagement Komponenten wie Photovoltaikanlagen, Wärmepumpen, Heizstäbe oder Wallboxen vernetzt und die bedarfsgerechte Verteilung von Solarstrom optimiert. Daneben gilt Senec als Erfinder einer Schwarmspeicherlösung zur Leistung von Regelenergie und der Strom-Cloud.

## Geschichte
Die heutige Senec GmbH wurde 2009 in Leipzig durch Mathias Hammer als Deutsche Energieversorgung GmbH (DEV) gegründet, um Photovoltaikanlagen zu vertreiben. Zwei Jahre später brachte die DEV unter dem Markennamen Senec den ersten Bleispeicher auf den Markt, im Jahr 2015 stellte das Unternehmen auf Lithium-Ionen-Technologie um.
Seit März 2018 gehört es als 100%iges Tochterunternehmen zur EnBW Energie Baden-Württemberg AG.

## Produkte
Das Unternehmen produziert und vertreibt Lithium-Ionen-Batteriespeicher für den Einsatz in Privathaushalten, um Eigenheimbesitzern die Eigenversorgung mit selbst erzeugtem Solarstrom zu ermöglichen. Außerdem werden Dienstleistungen im Energiesektor angeboten, etwa ein virtuelles Stromkonto, die sogenannte Strom-Cloud in verschiedenen Ausführungen, und ein Stromprodukt zur Direktvermarktung.

## Sicherheitsprobleme mit Batteriespeicher-Produkten
Während es inhärente Risiken bei der Verwendung mit Lithium-basierten Batteriemodulen gibt, die grundsätzlich eine Vielzahl von Heimspeicherprodukten betrifft, so sind insbesondere die Batteriespeicher der Senec GmbH über lange Zeiträume hinweg immer wieder mit Bränden und Verpuffungen in Verbindung gebracht worden.
Nach Bekanntwerden von drei Verpuffungen und Bränden im März 2022 hatte das Unternehmen aufgrund von Sicherheitsbedenken alle Heimspeicher aus der Ferne abgeschaltet und über längere Zeiträume hinweg den Betrieb unterbunden bzw. die nutzbare Kapazität sowie die Lade- und Entladeleistung eingegrenzt.
Ursächlich hierfür waren Qualitätsprobleme mit den verwendeten Batteriemodulen. Das Unternehmen beruft sich dabei immer wieder darauf, dass es sich hierbei um Einzelfälle handelt.
In den darauf folgenden Monaten entwickelte Senec diverse Sicherheitsfunktionen, welche Unregelmäßigkeiten bei den eingesetzten Batteriemodulen frühzeitig erkennen soll, um im Anschluss die betroffenen Kunden zu informieren bzw. einen Austausch der Module zu organisieren. Kunden, die von Abschaltungen oder Leistungseinschränkungen betroffen sind, erhielten eine Kulanzzahlung, um den finanziellen Schaden durch nicht produzierte bzw. ein- und ausgespeicherte Energie zu kompensieren.
Noch bevor der Austausch der betroffenen Batteriemodule abgeschlossen war, kam es trotz der zuvor entwickelten Sicherheitsfunktionen wieder zu Zwischenfällen in Verbindung mit Bränden. So wurden im August 2023 zwei weitere Fälle von entzündeten Heimspeichern bekannt, woraufhin Anlagen mit bestimmten Batteriemodulen allesamt wieder im Betrieb eingeschränkt wurden.
Ende Juli 2024 hat Senec mit dem Austausch von Batteriemodulen in bestimmten Speichermodellen gegen neue Module mit Lithium-Eisenphosphat-Akkumulatoren begonnen. Der Austausch wird von Partnern durchgeführt, die die LFP-Module und Zubehör von Senec erhalten und den Einbau vor Ort vornehmen. Bis Jahresende soll mehr als die Hälfte der betroffenen Module und Systeme ausgewechselt sein.

## Firmenstruktur und Standorte
Die Senec GmbH hat ihren Hauptsitz in Leipzig. In Köln führt das Unternehmen eine Niederlassung, die sich um Hard- und Software kümmert. Zusätzlich befindet sich eine Tochtergesellschaft in Italien.

## Auszeichnungen (Auswahl)
- 2015: Auszeichnung für Wachstum und Innovation beim 5. Leipziger Gründerpreis[17]
- 2015: Auszeichnung Ausgezeichnete Orte 2015, einer Initiative von Deutschland – Land der Ideen und der Deutschen Bank, in der Kategorie Umwelt.[18]
- 2016: Auszeichnung Top Brand PV Storage, verliehen durch das Markt- und Sozialforschungsunternehmen EuPD Research[19][20]
- 2017: Focus-Wachstumschampion 2017[21]
- 2018: Edison: Top Stromspeicher 2018[22]
- 2019, 2020: Deutscher Exzellenz-Preis[23][24]

## Mitgliedschaften
Das Unternehmen ist Mitglied der Arbeitsgruppe Energiespeicher des Bundesverbands Solarwirtschaft, des Bundesverbands Energiespeicher (BVES) und der Deutschen Gesellschaft für Sonnenenergie DGS.

## Belege
1. ↑  Senec: Umsatz steigt 2022 auf rund 750 Millionen Euro, photovoltaik, 19. Dezember 2022, abgerufen am 31. Januar 2023
2. ↑  pv-magazine.de: Senec: Fragen und Antworten zur Cloud. In: Bpv-magazine.de. pv-magazine.de, 15. Juni 2016, abgerufen am 14. September 2021.
3. ↑  EnBW, Pressemitteilung, abgerufen am 13. September 2021
4. ↑  Eigenen Solarstrom zum Laden unterwegs gutschreiben - electrive.net. 7. Juni 2021, abgerufen am 21. Juli 2023.
5. ↑  pv magazine: Für smarte Teilhaber: SENEC.Cloud pro führt in die Energiezukunft. 14. Juni 2023, abgerufen am 21. Juli 2023 (deutsch).
6. 1 2  https://www.pv-magazine.de/2022/03/10/senec-nimmt-fernabschaltung-seiner-photovoltaik-heimspeicher-vor-sicherheitspruefung-nach-verpuffungen/
7. ↑  https://www.pv-magazine.de/2023/03/20/erneuter-zwischenfall-senec-muss-betrieb-von-photovoltaik-heimspeichern-wieder-zeitweise-einschraenken/
8. 1 2  https://www.pv-magazine.de/unternehmensmeldungen/gefaehrliche-home-stromspeicher-wieder-probleme-bei-senec-anlagen-verpuffung-bei-anlage-von-solarwatt/
9. 1 2  https://www.pv-magazine.de/2023/08/10/zwei-neue-zwischenfaelle-photovoltaik-heimspeicher-von-senec-erneut-im-konditionierungsbetrieb/
10. 1 2 3 4  https://senec.com/de/standby-modus
11. ↑  https://www.pv-magazine.de/2022/06/24/allermeisten-speicher-von-senec-zurueck-im-regelbetrieb/
12. ↑  https://www.pv-magazine.de/2023/04/18/senec-bereitet-rueckkehr-zu-100-prozent-kapazitaet-seiner-photovoltaik-heimspeicher-vor/
13. ↑  https://www.solarserver.de/2024/08/27/senec-tauscht-batteriemodule-aus/
14. ↑  https://www.pv-magazine.de/2024/08/27/senec-seit-ende-juli-bereits-5000-photovoltaik-heimspeicher-ausgetauscht/
15. ↑  Senec übernimmt Elektronikentwickler aus Köln. 22. August 2018, abgerufen am 16. September 2021 (deutsch).
16. ↑  Progettazione Sistemi di Accumulo fotovoltaico Senec | Senec. Abgerufen am 16. September 2021 (italienisch).
17. ↑  S-Beteiligungen Leipzig – Service & Presse - Aktuelles. Archiviert vom Original am 16. September 2021; abgerufen am 16. September 2021 (Der Leipziger Gründerpreis wird als regionaler Businessplanwettbewerb durch das ugb (unternehmensgründerbüro leipzig) verliehen.).  Info: Der Archivlink wurde automatisch eingesetzt und noch nicht geprüft. Bitte prüfe Original- und Archivlink gemäß Anleitung und entferne dann diesen Hinweis.
18. ↑  Preisträger „Ausgezeichnete Orte im Land der Ideen“. Abgerufen am 16. September 2021.
19. ↑  Kronsbein: SENEC.IES wiederholt zur „Top Brand PV Storage“ gewählt. 24. März 2016, abgerufen am 16. September 2021.
20. ↑  SENEC.IES wiederholt zur „Top Brand PV Storage“ gewählt - openPR. Abgerufen am 16. September 2021.
21. ↑  Siehe Focus Spezial: Wachstumschampions 2017
22. ↑  Senec.Home ist „Top Stromspeicher 2018“. In: pv-magazine.de. Abgerufen am 3. Januar 2021.
23. ↑  Senec gewinnt Deutschen Exzellenz-Preis 2019 für Stromspeicher. In: Solarserver. 28. Januar 2019, abgerufen am 16. September 2021 (deutsch).
24. ↑  Senec erneut mit Deutschem Exzellenz-Preis ausgezeichnet. In: deutscherexzellenzpreis.de. 27. Februar 2020, abgerufen am 15. September 2021.
25. ↑  Senec GmbH | Bundesverband SolarwirtschaftBundesverband Solarwirtschaft. 22. Oktober 2018, abgerufen am 15. September 2021 (deutsch).
26. ↑  BVES-Mitgliederversammlung 2020: Speicherbranche trotzt der Corona-Krise. In: Solarserver. 1. Dezember 2020, abgerufen am 16. September 2021 (deutsch).